# 오노 하루타카
오노 하루타카(일본어: 大野 敏隆, 1978년 5월 12일 ~ )는 일본의 전 축구 선수이다.

## 구단 경력
과거 가시와 레이솔, 교토 퍼플 상가, 나고야 그램퍼스 에이트, 도쿄 베르디에서 활동하였다.

## 국가대표팀 경력
그는 1997년 FIFA 세계 청소년 축구 선수권 대회에 참가할 일본 U-20 국가대표팀에 발탁되었으며, 5경기에 출전, 2득점을 넣었다.